# Eulonchus smaragdinus
Eulonchus smaragdinus är en tvåvingeart som beskrevs av Gerstacker 1856. Eulonchus smaragdinus ingår i släktet Eulonchus och familjen kulflugor. Inga underarter finns listade i Catalogue of Life.